# Victoria Duval
Victoria Duval (Miami, 30 november 1995) is een Amerikaans tennisspeelster. Duval heeft haar prille jeugd doorgebracht in Haïti. Zij begon op zevenjarige leeftijd met tennis aan de JOTAC tennisacademie in Port-au-Prince. Korte tijd later emigreerde zij naar de Verenigde Staten. Haar favoriete ondergrond is hardcourt.
In 2012 kreeg zij een wildcard voor het US Open waar zij het in de eerste ronde moest opnemen tegen Kim Clijsters. Duval verloor de wedstrijd met 3-6, 1-6.
Haar hoogste positie op de WTA-ranglijst is de 87e plaats, die zij bereikte in augustus 2014.
Duval is in het dubbelspel minder actief dan in het enkelspel.
Op 4 juli 2014 maakte Duval bekend aan lymfeklierkanker te lijden en het professionele tenniscircuit te verlaten tijdens haar strijd tegen deze ziekte.
Sinds augustus 2015 neemt Duval weer deel aan internationale toernooien. Bij de Hopman Cup 2016 nam zij de plaats in van Serena Williams, die zich wegens een knieontsteking had afgemeld.

## Resultaten grandslamtoernooien
| Legenda | Legenda                          |
| ------- | -------------------------------- |
| g.t.    | geen toernooi gehouden           |
| l.c.    | lagere categorie                 |
| –       | niet deelgenomen                 |
| G       | uitgeschakeld in de groepsfase   |
| 1R      | uitgeschakeld in de eerste ronde |
| 2R      | uitgeschakeld in de tweede ronde |
| 3R      | uitgeschakeld in de derde ronde  |
| 4R      | uitgeschakeld in de vierde ronde |
| KF      | uitgeschakeld in de kwartfinale  |
| HF      | uitgeschakeld in de halve finale |
| F       | de finale verloren               |
| W       | het toernooi gewonnen            |
| w-v     | winst/verlies-balans             |

### Enkelspel
| Toernooi        | 2012 | 2013 | 2014 |    | 2016 |
| --------------- | ---- | ---- | ---- | -- | ---- |
| Australian Open | –    | –    | –    | 1R |      |
| Roland Garros   | –    | –    | –    | –  |      |
| Wimbledon       | –    | –    | 2R   | 1R |      |
| US Open         | 1R   | 2R   | –    | –  |      |